# Anoura cultrata
Anoura cultrata är en däggdjursart som beskrevs av Charles O. Handley 1960. Anoura cultrata ingår i släktet Anoura, och familjen bladnäsor. IUCN kategoriserar arten globalt som nära hotad. Inga underarter finns listade.
Artepitet i det vetenskapliga namnet är latin för knivartad. Det syftar på den första premolara tanden som liknar ett blad eller en kniv i formen.

## Utseende
Olika individer hade en kroppslängd (med svans) av 57 till 64 mm och underarmarna var 38 till 43 mm långa. Svansen är bara en liten stubbe. Pälsen är på ovansidan brunaktig till svartbrun. På undersidan bildas pälsen av hår som är vitaktig nära roten brun till orangebrun i mitten och åter vit på spetsen. Vid underarmarna förekommer rödbruna hår med ljusa spetsar. Anoura cultrata skiljer sig från Anoura geoffroyi i avvikande detaljer av tändernas konstruktion. Den första har till exempel längre övre hörntänder. Vikten varierar mellan 11 och 23 g. I överkäken finns på varje sida två framtänder, en hörntand, tre premolarer och tre molarer. I underkäken saknas framtänder.

## Utbredning
Anoura cultrata är en sydamerikansk art som förekommer i fuktig molnskog på hög höjd i Costa Rica, Panama, Venezuela, Colombia, Ecuador, Peru och Bolivia. Utbredningsområdet ligger 220 till 2600 meter över havet.

## Ekologi
Anoura cultrata livnär sig på nektar och pollen, men ibland även insekter och frukter.
Denna fladdermus använder grottor och gömställen som skapades av människor som sovplats. Viloplatsen delas ofta med andra fladdermöss eller med oljefågeln. Per kull föds troligen en unge.